# Paljettkokett
Paljettkokett (Lophornis stictolophus) är en fågel i familjen kolibrier.

## Utbredning och systematik
Fågeln förekommer i Anderna i östra Colombia, västra Venezuela, Ecuador och norra Peru. Den behandlas som monotypisk, det vill säga att den inte delas in i några underarter.

## Status och hot
Arten har ett stort utbredningsområde, men tros minska i antal, dock inte tillräckligt kraftigt för att den ska betraktas som hotad. Internationella naturvårdsunionen IUCN listar arten som livskraftig (LC).